# 村上勇介
村上 勇介（むらかみ ゆうすけ、1964年 - ）は、日本の政治学者、地域研究者。京都大学東南アジア地域研究研究所教授。専門は、ラテンアメリカ地域研究、政治学。元地域研究コンソーシアム事務局長。

## 来歴
長野県上田市出身。1982年3月、長野県上田高等学校卒業。1986年3月、東京外国語大学外国語学部スペイン語学科卒業後、筑波大学大学院修士課程地域研究研究科に進学。メキシコ国費留学生（外務省）としてメキシコ国立自治大学国際関係センターで研究に従事した後、在ペルー日本国大使館、国立民族学博物館地域研究企画交流センター、京都大学地域研究統合情報センターを経て、2018年2月より現職。筑波大学より博士（政治学）の学位の取得。
日本ラテンアメリカ学会理事（2006～2010年）、地域研究コンソーシアム事務局長（2007～2009年）、神戸大学経済経営研究所共同研究員などを兼任。

## 受賞
- 平成17年度（第26回）日本貿易振興機構アジア経済研究所発展途上国研究奨励賞（2005年）
- 2016年度（第31回）大同生命地域研究奨励賞

## 著書

### 単著
- Perú en la era del Chino: la política no institucionalizada y el pueblo en busca de un salvador. Ideología y política 27, Lima: Instituto de Estudios Peruanos, 2007 (1ra. edición); 2012 (2da. edición); 2018 (3ra. edición)
- 『フジモリ時代のペルー─救世主を求める人々、制度化しない政治─』平凡社、2004年
- Sueños distintos en un mismo lecho: una historia de desencuentros en las relaciones Perú-Japón durante la década de Fujimori. Ideología y política 20, Instituto de Estudios Peruanos, 2004(1ra. edición); 2019 (2da. edición)
- La democracia según C y D: un estudio de la conciencia y el comportamiento político de los sectores populares de Lima. Urbanización, migraciones y cambios en la sociedad peruana 15, Lima: Instituto de Estudios Peruanos, 2000
- El espejo del otro: el Japón ante la crisis de los rehenes en el Perú. Ideología y política 12, Lima: Instituto de Estudios Peruanos, 1999

### 編著
- 『「ポピュリズム」の政治学─深まる政治社会の亀裂と権威主義化─』国際書院、2018年
- Desarrollo, integración y cooperación en América Latina y Asia-Pacífico: perspectivas y rol de Japón. Lecturas contemporáneas 22, Lima: Instituto de Estudios Peruanos, 2017
- 『21世紀ラテンアメリカの挑戦─ネオリベラリズムによる亀裂を超えて─』京都大学学術出版会、2015年
- La actualidad política de los países andinos centrales en el gobierno de izquierda. América problema 39, Lima: Instituto de Estudios Peruanos, 2014
- América Latina en la rea posneoliberal: democracia, conflictos y desigualdad. América problema 37, Lima: Instituto de Estudios Peruanos, 2103
- Dinámica político-económica de los países andinos. América problema 34, Lima: Instituto de Estudios Peruanos, 2012
- Tendencias políticas actuales en los países andinos. CIAS Discussion Paper No. 5, Kyoto, Japón: Center for Integrated Area Studies, 2008
- Después del Consenso de Washington: dinámica de cambios político-económicos y administración de recursos naturales en los países andinos. CIAS Discussion Paper No. 2, Kyoto, Japón: Center for Integrated Area Studies, 2007

### 共編著
- (Enrique Peruzzotti) América Latina en la encrucijada: coyunturas cíclicas y cambios políticos recientes (2010-2020). Xalapa: Universidad Veracruzana, 2021.
- （帯谷知可）『秩序の砂塵化を超えて─環太平洋パラダイムの可能性─』京都大学学術出版会、2017年

- （帯谷知可）『融解と再創造の世界秩序』青弓社、2016年
- （仙石学）『ネオリベラリズムの実践現場─中東欧・ロシアとラテンアメリカ─』京都大学学術出版会、2013年
- （Hiroyuki Yamamoto and Hiromi Komori）Enduring States in the Face of Challenges from Within and Without. Kyoto: Kyoto University Press, 2011.
- （遅野井茂雄）『現代アンデス諸国の政治変動─ガバナビリティの模索─』明石書店、2009年
- （遅野井茂雄）『現代ペルーの社会変動』JCAS連携研究成果報告7、国立民族学博物館地域研究企画交流センター、2005年

### 共著
- "Fuerzas y límites del Fujimorismo sin (Alberto) Fujimori"(con Rodrigo Barrenechea). En Carlos Meléndez (ed.), Anti-candidatos: guía analítica para unas elecciones sin partidos. Lima: Aerolíneas Editoriales, S.A.C., 2011, pp.71-84
- （篠田 武司・宇佐見 耕一編）『安心社会を創る─ラテン・アメリカ市民社会の挑戦に学ぶ─』シリーズ「失われた10年」を超えて─ラテン・アメリカの教訓─第3巻、新評論、2009年、117～145頁 「地域社会開発への住民参加─ペルーの事例から」
- "Putnam's Social Capital Theory and Democracy in Peru: An Analysis Based on the Studies about the Political Attitudes and Participation of Popular Sectores in Lima". In Tomomi Kozaki, Naoya Izuoka, and Yuko Honya (eds.), Civic Identities in Latin America? Tokyo: Keio University Press, 2008, pp.165-207
- （松原正毅編）『地鳴りする世界─9.11をどうとらえるか─』恒星出版、2002年、144～190頁　「フジモリ政治への一視角─信頼から失望への軌跡─」
- （遅野井茂雄・志柿光浩・田島久歳・田中高編）『ラテンアメリカ世界を生きる』新評社、2001年、146～160頁　「空転する民主政治─1998年アヤクチョの地方選挙にみるペルー政治の実像─」
- （大津留（北川）智恵子・大芝亮編）『アメリカが語る民主主義─その普遍性、特異性、相互浸透性─』MINERVA人文・社会科学叢書 44、ミネルヴァ書房、2000年、269～291頁　「ペルーの『自主クーデタ』に対するアメリカ外交」
- （財団法人日本国際問題研究所編）『ペルー第二期フジモリ政権の課題と今後の国際的支援のあり方』（平成7年度委託研究報告書）財団法人日本国際問題研究所、1996年、85～95頁 「政治的安定の課題」

## 論文
- 「断片化が続くペルー政治─2011年大統領・国会議員選挙の一分析─」『ラテンアメリカ時報』　第54巻第3号、2011年、33～37頁
- 「フジモリ後のペルーにおける軍人の政軍関係への認識─意識調査からの一考察─」『ラテンアメリカ研究年報』第30号、2010年、1～30頁
- 「折り返し点を通過したペルーの第2期ガルシア政権」『ラテンアメリカ時報』第52巻第2号、2009年、26～31頁
- "Interpretando los años de vigencia del fujimorismo: una discusión sobre el libro El Perú en la era del Chino." Argumentos. Lima, Perú, Vol. 2, No.4, 2008, pp.50-52.
- 「大統領辞任後のフジモリとペルーをめぐる情勢」『季刊民族学』第124号、2008年、64～68頁
- 「ペルーの2006年選挙の分析」『地域研究』第8巻第1号、2008年、199～224頁
- 「ポスト・ワシントンコンセンサス期を迎えたラテンアメリカの新たな模索」『地域研究』第8巻第1号、2008年、146～157頁
- 「ペルーの選挙運動─2000年選挙におけるある国会議員候補の事例─」『地域研究』第7巻第1号、2005年、197～224頁
- 「ペルーにおける日系人の政治への進出」『アジア遊学（特集・アジア<日本・日系>ラテンアメリカ─日系社会の経験から学ぶ─）』第76号、2005年、136～150頁
- 「分裂するペルー政治─任期最終年に入ったトレド政権と2006年選挙への動き─」『ラテン・アメリカ時報』第48巻第9号、2005年、11～18頁
- 「政党なき政治の行方─ペルーを中心とするラテンアメリカにおける民主主義の定着に関する比較研究─」『民博通信』第107号、2005年、20～21頁
- 「便宜的な国籍─フジモリの日本国籍問題に寄せて─」『地域研究』第6巻第2号、2004年、127～145
- 「書評論文 Kurt Weyland, The Politics of Market Reform in Fragile Democracies: Argentina, Brazil, Peru, and Venezuela.」『アジア経済』第45号第8巻、2004年、115～120頁
- 「ネオ・ポピュリズムの典型か、それとも権威主義的統治か?─フジモリ時代（1990-2000）のペルーの事例─」『国際協力論集』国際協力研究科創立10周年記念事業報告特別号、2003年、98～109頁
- 「1990年代ペルーの政治過程分析に向けた予備的考察─第1期目のフジモリ政治を見る二つの視角─」『地域研究論集』第4巻第1号、2002年、109～137頁
- 「ペルーの下層の人々にとって民主主義の持つ意味」『国際政治』第131号、2002年、80～95頁
- 「迷走するペルー政治─2000年大統領・国会議員選挙とフジモリの辞意表明─」『ラテンアメリカ・レポート』第17巻第2号、2000年、2～12頁
- 「ペルーにおける下層民と政治─1980年代以降の研究の特徴と今後の展開に向けての課題─」『地域研究論集』第2巻第1号、1999年、141～179頁
- 「政治制度の解体？─1990年代ペルーの政治と今後の課題─」『ラテンアメリカ・レポート』第15巻第2号、1998年、38～43頁
- 「ペルーにおける選挙制度の史的展開─1つの接近─」『地域研究論集』第1巻第1号、1997年、130～159頁
- 「融解する政治『制度』─ペルーとメキシコの事例からの一考察─」『民博通信』第.79号、1997年、74～86頁
- 「第二次フジモリ政権の政治的課題」『外交時報』第1337号、1997年、51～66頁
- 「ペルー日本大使公邸人質事件再考」『民博通信』第78号、1997年、55～63頁
- 「ペルー社会はテロリズムにどう対処してきたか」『外交フォーラム』第106号、1997年、40～44
- 「ペルーの大統領選挙と内政─その力学と民主主義『制度』の模索─」『国際問題』第429号、1995年、38～51頁
- 「ペルーの1995年選挙に関する一考察」『イベロアメリカ研究』第17巻第1号、1995年、17～34頁
- "Un análisis de la política exterior japonesa hacia el gobierno de Fujimori: desde la perspectiva interna del　Japón." Agenda internacional. Lima, Perú, Vol.2, No.1, 1995, pp.37-52
- 「ペルーの政党に関する一考察」『外務省調査月報』 1994年度第.2号: 1994年、43～67頁
- 「フジモリとペルー政治」『イベロアメリカ研究』第16巻第1号、1994年、29～44頁
- 「ペルーの国家と社会に関する一考察─政治制度を中心として─」『外務省調査月報』1992年度第2号、1992年、43～71頁
- 「メキシコ社会の変容とサリーナス政権の政治改革」『ラテンアメリカ・レポート』第8巻第4号、1991年、 2～9頁。
- 「メキシコの対中米政策」『ラテンアメリカ・レポート』第7巻第1号、1990年、38～44頁。